# 上白石萌音 good-night letter
『上白石萌音 good-night letter』（かみしらいしもね グッド・ナイト・レター）はニッポン放送で2017年4月7日から2019年3月29日まで放送されたラジオのトーク番組。

## 概要
2016年10月1日深夜に放送された『上白石萌音のオールナイトニッポンR』を担当し、好評であったことから初レギュラー番組として決定。
番組タイトルについては、上白石自身が「手紙が好きなので、直筆の温かさ、声のお手紙みたいな時間にしたい」と決定。また、初回は生放送が行われた。
番組は「前略・・・」で始まり、「・・・かしこ」としめる。また、各放送回のことを「〜通目のお手紙」と称した。
番組ハッシュタグは「#もねふみ」。
上白石の発案で3分間で何が出来るかに挑戦する企画「ウルトラマンチャレンジ」が時折行われた。
上白石または上白石とゲストによるスタジオライブが、弾き語り、ア・カペラ、またはサポーターの伴奏により不定期で行われた。
放送後、ニッポン放送ウェブサイト内で番組内容を記述した放送後記とブログがアップされた。また、スマートフォンアプリ『Lifeprint』を使用したビデオレターも配信された。
2018年4月8日より、鹿児島 MBCラジオで、2018年10月6日より、静岡 SBSラジオでも放送開始。
2019年3月いっぱいをもって終了。

## パーソナリティ
- 上白石萌音（女優、歌手）

## エピソード
原則録音放送だが、初回（2017年4月7日『1通目』）、上白石の二十歳の誕生日（2018年1月27日）の放送回（2018年1月26日『43通目』）、ニッポン放送の最終回（2019年3月29日『104通目』）で生放送が行われた。また、MBCラジオ、SBSラジオの最終回は収録により、冒頭と最後のトークがそれぞれの局で別内容のものが放送された。
2017年12月1日『35通目』、「ウルトラマンチャレンジ」でけん玉に挑戦し、玉を垂直に引き上げてけん先を入れる「とめけん」を約45秒で成功させた。これ以降は一度も成功していないとの事で、本人は「ラジオマジック」と言っている。また、本チャレンジの実況をニッポン放送アナウンサーの煙山光紀が担当した。
2018年12月21日『90通目』、上白石が選んだ3つの冬の曲、「LAST CHRISTMAS」、「クリスマス・イブ」、「冬のうた」を元に作られた、一人語りのラジオドラマ「ラジオドラマスペシャル『クリスマスの手紙』」が放送された。
番組には上白石と縁のある、以下の5人のゲストが出演した。
- 優希美青（2018年3月9日『49通目』、3月16日『50通目』）
- 上白石萌歌（2018年6月1日『61通目』、6月8日『62通目』）
- 藤原さくら（2018年9月14日『76通目』、9月21日『77通目』）
- 池田エライザ（2019年2月22日『99通目』）
- 井上芳雄（2019年3月15日『102通目』）

2019年3月3日、上白石の希望により最初で最後の公開録音がニッポン放送 イマジンスタジオで行われ、2019年3月8日『101通目』にその模様が放送された。

## スタジオライブ
| No. | 年     | 月日     | 放送回                                                             | 曲名                                 | 歌唱者                    | 演奏形態       |
| --- | ------ | -------- | ------------------------------------------------------------------ | ------------------------------------ | ------------------------- | -------------- |
| 01  | 2017年 | 12月15日 | 037通目『ピアノ弾き語り。上白石萌音、歌います！』                  | 変わらないもの                       | 上白石萌音                | 弾き語り       |
| 02  | 2017年 | 12月22日 | 038通目 『サンタさんはココアとクッキーが好き』                     | 白い恋人達                           | 上白石萌音                | 弾き語り       |
| 03  | 2018年 | 01月26日 | 043通目『二十歳の誕生日記念・生放送は、幸せの大渋滞！』            | Thank you My teens                   | 上白石萌音                | サポーター伴奏 |
| 04  | 2018年 | 02月09日 | 045通目 『泣こかい飛ぼかい、泣こよっかひっ飛べ！～受験生にエール』 | 心の花を咲かせよう                   | 上白石萌音                | 弾き語り       |
| 05  | 2018年 | 03月30日 | 052通目 『卒業生代表で答辞を読んだ時に起きたハプニング?!』         | さくら（独唱）                       | 上白石萌音                | ア・カペラ     |
| 06  | 2018年 | 06月15日 | 063通目 『幸せな火星の旅だったから、泣かずに終わろうと思ってた』   | いかれたBaby                         | 上白石萌音                | 弾き語り       |
| 07  | 2018年 | 08月17日 | 072通目 『騎士物語物語⁈～ミュージカルナンバーを生歌披露‼』         | 美女と野獣                           | 上白石萌音                | 弾き語り       |
| 08  | 2018年 | 09月07日 | 075通目 『夢に見ていた場所で過ごした日々～ナイツテイルの夏～』     | アイ                                 | 上白石萌音                | 弾き語り       |
| 09  | 2018年 | 09月21日 | 077通目 『萌音とさくらの女子会ラジオ～生唄「きみに」披露』         | きみに                               | 上白石萌音 / 藤原さくら   | 弾き語り       |
| 10  | 2018年 | 10月05日 | 079通目 『静岡の皆さん、いらっしゃいませ！』                       | Over the Rainbow                     | 上白石萌音                | ア・カペラ     |
| 11  | 2018年 | 10月26日 | 082通目 『役を生きなさい ― 騎士物語物語・大阪編』                  | What I Did For Love                  | 上白石萌音                | 弾き語り       |
| 12  | 2018年 | 11月16日 | 085通目 『インプットは続く…温泉と読書のあいだ』                    | おかえり                             | 上白石萌音                | 弾き語り       |
| 13  | 2018年 | 11月30日 | 087通目 『気張れ受験生！チェスト〜ォ！』                           | 負けないで                           | 上白石萌音                | 弾き語り       |
| 14  | 2018年 | 12月28日 | 091通目 『2018年、わが人生に悔いなし！』                           | OH MY LITTLE GIRL                    | 上白石萌音                | 弾き語り       |
| 15  | 2019年 | 01月04日 | 092通目 『21歳、色気が欲しい…ないんだわなぁ。』                    | 月とあたしと冷蔵庫                   | 上白石萌音                | 弾き語り       |
| 16  | 2019年 | 01月25日 | 095通目 『21歳の誕生日直前放送！』                                 | サンキュー・フォー・ザ・ミュージック | 上白石萌音                | 弾き語り       |
| 17  | 2019年 | 02月22日 | 099通目 『池田エライザちゃんと共に』                               | ローズ                               | 上白石萌音 / 池田エライザ | 弾き語り       |
| 18  | 2019年 | 03月08日 | 101通目 『拍手って嬉しいね♪番組初の”公開録音”』                    | 木蘭の涙                             | 上白石萌音                | サポーター伴奏 |
| 19  | 2019年 | 03月15日 | 102通目 『前略、井上芳雄です』                                     | なんでもないや（movie ver.）         | 上白石萌音 / 井上芳雄     | サポーター伴奏 |
| 20  | 2019年 | 03月29日 | 104通目 最後のお手紙『さよならの代わりに…かしこ』                  | ストーリーボード                     | 上白石萌音                | サポーター伴奏 |

## 流した曲
| No. | 年     | 月日     | 放送回                                                                     | 曲名                                                 | 曲概要                                |
| --- | ------ | -------- | -------------------------------------------------------------------------- | ---------------------------------------------------- | ------------------------------------- |
| 01  | 2017年 | 04月07日 | 001通目 『前略初めまして。上白石萌音です。』                               | 告白                                                 | 上白石萌音の曲                        |
| 02  | 2017年 | 04月14日 | 002通目 『私、幸せです』                                                   | 告白                                                 | 上白石萌音の曲                        |
| 03  | 2017年 | 04月21日 | 003通目 『頑張りましょう、春』                                             | 桜カラー                                             | Greeeenの曲                           |
| 04  | 2017年 | 04月28日 | 004通目 『音楽から入った映画』                                             | A Step You Can't Take Back                           | 映画『はじまりのうた』より            |
| 05  | 2017年 | 05月05日 | 005通目 『今夜は、恋バナをしようじゃないか』                               | 告白                                                 | 上白石萌音の曲                        |
| 06  | 2017年 | 05月12日 | 006通目 『初めて来た筈なのにただいま』                                     | ハイウェイ                                           | くるりの曲                            |
| 07  | 2017年 | 05月19日 | 007通目 『散歩は基本、ノープラン』                                         | 散歩道                                               | JUDY AND MARYの曲                     |
| 08  | 2017年 | 05月26日 | 008通目 『お返事の日～あなたの事を知れるのは、とても嬉しいです～』         | BABY                                                 | 藤原さくらの曲                        |
| 09  | 2017年 | 06月02日 | 009通目 『7月12日、初のオリジナルアルバムが発売になります』                | 告白                                                 | 上白石萌音の曲                        |
| 010 | 2017年 | 06月09日 | 010通目 『記念iすべき10通目の夜です』                                      | Rain                                                 | 秦基博カヴァー                        |
| 011 | 2017年 | 06月16日 | 011通目 『まだふみもみず あまのはしだて』                                  | FRASH                                                | Perfumeの曲                           |
| 012 | 2017年 | 06月23日 | 012通目 『あなたからのお手紙にお返しさせて下さい』                         | トレモロ                                             | RADWIMPSの曲                          |
| 013 | 2017年 | 06月30日 | 013通目 『公式ハッシュタグは、#もねふみ』                                  | ストーリーボード                                     | 上白石萌音の曲                        |
| 014 | 2017年 | 07月07日 | 014通目 『一年で一番晴れて欲しい夜に』                                     | Sunny                                                | 上白石萌音の曲                        |
| 015 | 2017年 | 07月14日 | 015通目 『今の私のベストを詰め込みました』                                 | きみに                                               | 上白石萌音の曲                        |
| 016 | 2017年 | 07月21日 | 016通目 『深く息を吸って吐いて、役作りを始めます』                         | カセットテープ                                       | 上白石萌音の曲                        |
| 017 | 2017年 | 07月28日 | 017通目 『番組からの、夏休みの宿題・発表！』                               | String                                               | 上白石萌音の曲                        |
| 018 | 2017年 | 08月04日 | 018通目 『チョコレートは受験のお守り』                                     | The Voice of Hope                                    | 上白石萌音の曲                        |
| 019 | 2017年 | 08月11日 | 019通目 『帰りたーい！』                                                   | Image Word                                           | andropの曲                            |
| 020 | 2017年 | 08月18日 | 020通目 『今年一番の夏の夜』                                               | 夏の夜の街                                           | きのこ帝国の曲                        |
| 021 | 2017年 | 08月25日 | 021通目 『ソウルがウルトラ（！？）になっちゃいました』                     | The Lazy Song                                        | Bruno Marsの曲                        |
| 022 | 2017年 | 09月01日 | 022通目 『私、なんでもかんでも塩なんです』                                 | くじら12号                                           | JUDY AND MARYの曲                     |
| 023 | 2017年 | 09月08日 | 023通目 『自分を優しく見つめて下さい』                                     | CASTLE ON THE HILL                                   | ED SHEERANの曲                        |
| 024 | 2017年 | 09月15日 | 024通目 『INPUT-DAYS』                                                     | be master of life                                    | aikoの曲                              |
| 025 | 2017年 | 09月22日 | 025通目 『秋、昭和ですわ…』                                                | 夏の終わり                                           | 森山直太朗の曲                        |
| 026 | 2017年 | 09月29日 | 026通目 『萌音の本棚』                                                     | セプテンバーさん                                     | RADWIMPSの曲                          |
| 027 | 2017年 | 10月06日 | 027通目 『小鳥遊と書いて何と読む？～最近の嬉しい再会』                     | あなたの声                                           | 上白石萌音の曲                        |
| 028 | 2017年 | 10月13日 | 028通目 『陸王・直前スペシャル』                                           | Please Don’t Say You Love Me                         | Gabrielle Aplinの曲                   |
| 029 | 2017年 | 10月20日 | 029通目 『まっすぐ、まっすぐに歌えば』                                     | 僕はここにいる                                       | いきものがかりの曲                    |
| 030 | 2017年 | 10月27日 | 030通目 『10代残り3か月記念日！イヤホン萌音み登場』                        | SWEET 19 BLUES                                       | 安室奈美恵の曲                        |
| 031 | 2017年 | 11月03日 | 031通目 『ウルトラマンチャレンジ！3分間に何問答えられる！？』              | beautiful                                            | 絢香の曲                              |
| 032 | 2017年 | 11月10日 | 032通目 『トトロがいるんじゃないかと思った』                               | ストーリーボード                                     | 上白石萌音の曲                        |
| 033 | 2017年 | 11月17日 | 033通目 『ライブの話をたっぷりと』                                         | なんでもないや(movie ver.)                           | RADWIMPSの曲                          |
| 034 | 2017年 | 11月24日 | 034通目 『私、小さい時もんちゃんって呼ばれてたんですよ』                   | ブルーベリーガム                                     | ハナレグミの曲                        |
| 035 | 2017年 | 12月01日 | 035通目 『3分間けん玉チャレンジ！果たして結果は?!』                        | 予告                                                 | aikoの曲                              |
| 036 | 2017年 | 12月08日 | 036通目 『寒い季節のお便りは、ぬくもりが増し増し』                         | カセットテープ                                       | 上白石萌音の曲                        |
| 037 | 2017年 | 12月29日 | 039通目 『年の瀬に、今年の”ごめんなさい”！』                               | 告白                                                 | 上白石萌音の曲                        |
| 038 | 2018年 | 01月05日 | 040通目 『年賀状代わりの書初め放送で、番組から重大発表！』                 | 魔法って言っていいかな                               | 平井堅の曲                            |
| 039 | 2018年 | 01月12日 | 041通目 『焦ったら、それは心に毒だから。2018年初のお返事ナイト』           | 深呼吸                                               | ハナレグミの曲                        |
| 040 | 2018年 | 01月19日 | 042通目 『私、ナンパされないんですよ…全然』                                | エピソード                                           | 星野源の曲                            |
| 041 | 2018年 | 02月02日 | 044通目 『ミュージカル「ナイツ・テイル～騎士物語～」に出演！』             | Beauty And The Beast                                 | 手嶌葵ガヴァー                        |
| 042 | 2018年 | 02月09日 | 046通目 『手作りチョコのつもりで、お返事します！』                         | Everybody Knows                                      | Nulbarichの曲                         |
| 043 | 2018年 | 02月16日 | 047通目 『”ふみの日”ならば、お返事ナイト！』                               | 時をかける少女                                       | いきものがかりカヴァー                |
| 044 | 2018年 | 03月03日 | 048通目 『頑張れ！恋する男の子』                                           | 恋するライダー                                       | 大橋トリオfeat.斉藤和義の曲           |
| 045 | 2018年 | 03月09日 | 049通目 『番組初のゲストは、かるた部の後輩！”ちはやスペシャル”（その１）』 | 無限未来                                             | Perfumeの曲                           |
| 046 | 2018年 | 03月16日 | 050通目 『ちはやふるスペシャル・パートII～二人で川柳に挑戦』               | 少女Ａ                                               | 中森明菜の曲                          |
| 047 | 2018年 | 03月23日 | 051通目 『レモン・みかん・かしこ… 初めての一人旅』                         | Lemon                                                | 米津玄師の曲                          |
| 048 | 2018年 | 04月06日 | 053通目 『よか晩なぁ。故郷鹿児島でのネットも開始！』                       | This is me                                           | グレイテストショーマンより            |
| 049 | 2018年 | 04月13日 | 054通目 『ヤバい！超いい！思わず出ちゃった』                               | Fresh Eyes                                           | Andy Grammerの曲                      |
| 050 | 2018年 | 04月20日 | 055通目 『だいぶレアな私が観られます。舞台「火星の二人」の裏話』           | ストロー                                             | aikoの曲                              |
| 051 | 2018年 | 04月27日 | 056通目 『マジで愛される気あんの?!』                                       | 愛を伝えたいだとか                                   | あいみょん の曲                       |
| 052 | 2018年 | 05月04日 | 057通目 『五月の風景〜メイとチェリーの物語』                               | 夢見るバンドワゴン                                   | andymoriの曲                          |
| 053 | 2018年 | 05月11日 | 058通目 『トークも道草するかもしれないけど、一緒に食べて下さい』           | あまり行かない喫茶店で                               | never young beachの曲                 |
| 054 | 2018年 | 05月18日 | 059通目 『アイラブユーを私が訳すなら…一日一食でいいわ』                    | 真夜中のメリーゴーランド                             | 大橋トリオwith手嶌葵の曲              |
| 055 | 2018年 | 05月25日 | 060通目 『前略、旅の空から。奇跡のキャップ』                               | ハミングバード                                       | 斉藤和義の曲                          |
| 056 | 2018年 | 06月01日 | 061通目 『萌歌ちゃん登場！今、明かされる”姉妹喧嘩が無かった理由”』         | ベースマン                                           | andymoriの曲                          |
| 057 | 2018年 | 06月08日 | 062通目 『奇跡の姉妹ハーモニー！萌音・萌歌徹底解剖スペシャル』             | Climax Night                                         | Yogee New Wavesの曲                   |
| 058 | 2018年 | 06月22日 | 064通目 『”カミスライス”萌音が最近ハマった小説は、またまた火星』           | エイリアンズ(Live At The Room)                       | 秦基博の曲                            |
| 059 | 2018年 | 06月29日 | 065通目 『テンション高めの”上半期”萌音！』                                 | Sunny                                                | 上白石萌音の曲                        |
| 060 | 2018年 | 07月06日 | 066通目 『今年の七夕のお願いは～○○を割る!?』                               | 遠恋                                                 | RADWIMPSの曲                          |
| 061 | 2018年 | 07月13日 | 067通目 『腹筋を続けて男っぽくなった？！最近の萌音レポート』               | ばらの花                                             | くるりの曲                            |
| 062 | 2018年 | 07月20日 | 068通目 『古本屋でアルバイトして、本を読みふけってみたいかも』             | とがる                                               | カネコアヤノの曲                      |
| 063 | 2018年 | 07月27日 | 069通目 『47都道府県、全部言えるかな？”萌音式・県名記憶術”とは？！』       | ３分間                                               | andymoriの曲                          |
| 064 | 2018年 | 08月03日 | 070通目 『かき氷を作って食べて、恋バナにキュンキュンするナイト』           | 残ってる                                             | 吉澤嘉代子の曲                        |
| 065 | 2018年 | 08月10日 | 071通目 『日本の夏、腹筋の夏』                                             | HAPPY                                                | 上白石萌音カヴァー                    |
| 066 | 2018年 | 08月24日 | 073通目 『一つひとつの作品が自分の分身』                                   | 東京                                                 | きのこ帝国の曲                        |
| 067 | 2018年 | 08月31日 | 074通目 『DJ Moneのフェイバリット・ソング・スペシャル！』                  | Hz / End roll / 若者のすべて                         | Aimer / androp / フジファブリックの曲 |
| 068 | 2018年 | 09月14日 | 076通目 『前略、藤原さくらです』                                           | また明日                                             | 藤原さくらの曲                        |
| 069 | 2018年 | 09月28日 | 078通目 『ラジオを通じて、繋がっている』                                   | Take Me or Leave Me                                  | アメリカのテレビドラマGleeの曲        |
| 070 | 2018年 | 10月12日 | 080通目 『満員電車で浮いた事がある⁈…お返事ナイト』                         | The Four Seasonsで「December, 1963(Oh, What a Night) | ミュージカル ジャージーボーイズより   |
| 071 | 2018年 | 10月19日 | 081通目 『萌音とさくらの伊勢物語』                                         | クラクション                                         | 藤原さくらの曲                        |
| 072 | 2018年 | 11月02日 | 083通目 『ジェットコースターでも無言を貫け！？…舞台オフの過ごし方』        | Remember me                                          | くるりの曲                            |
| 073 | 2018年 | 11月09日 | 084通目 『ラジオを始めて、たくさんお友達が出来た感じ』                     | トドカナイカラ                                       | 平井堅の曲                            |
| 074 | 2018年 | 11月23日 | 086通目 『鹿児島から845マイル。思えば遠くへ来たもねだ…』                   | 500マイル                                            | 吉岡聖恵カヴァー                      |
| 075 | 2018年 | 12月07日 | 088通目 『来年は…西郷どんからの壁ドン！』                                  | 家族の風景                                           | ハナレグミの曲                        |
| 076 | 2018年 | 12月14日 | 089通目 『ひとりロンドンはティータイム＆舞台三昧、そして2時間でハグ！』    | Revolting Children                                   | ミュージカルマチルダより              |
| 078 | 2018年 | 12月21日 | 090通目 『ラジオドラマスペシャル・クリスマスの手紙』                       | LAST CHRISTMAS / クリスマス・イブ / 冬のうた         | WHAM! / 山下達郎 / Kiroroの曲         |
| 079 | 2019年 | 01月11日 | 093通目 『いつも笑って。幸せな時は思いきり。そうでない時は、ほどほどに』   | トワイライト                                         | GOING UNDER GROUNDの曲                |
| 080 | 2019年 | 01月18日 | 094通目 『新宿東署刑事課司法係・遠山咲のドラマ撮影報告』                   | 革命                                                 | andymoriの曲                          |
| 081 | 2019年 | 02月01日 | 096通目 『”悩む”は、自分を見失なわないための時間』                         | 泣きだしそうだよ                                     | RADWIMPSfeat.あいみょんの曲           |
| 082 | 2019年 | 02月08日 | 097通目 『番組史上初のロケは、スタジオから10歩離れて…!?』                  | 向かい合わせ                                         | aikoの曲                              |
| 083 | 2019年 | 02月15日 | 098通目 『空前絶後！超絶怒涛!! …の、お知らせっちょ(ˆωˆ)』                  | 丸の内サディスティック                               | 椎名林檎の曲                          |
| 084 | 2019年 | 03月01日 | 0100通目 100通目記念！『あなたの声を聴きたくて…グッドナイト・テレフォン☎』 | I just called to say I love you                      | Stevie Wonderの曲                     |
| 085 | 2019年 | 03月22日 | 0103通目 『卒業直前、最後のお返事ナイト』                                  | ハッピーエンド                                       | 上白石萌音の曲                        |